# Porga (Benin)
Porga è un villaggio nell'arrondissement di Dassari, nel comune di Matéri e situato nel dipartimento di Atakora, nel nord-ovest del Benin, al confine con il Burkina Faso. È sede di un aeroporto civile e di uno degli accessi al Parco nazionale di Pendjari.